# Caprichromis
Caprichromis è un piccolo genere di ciclidi della tribù haplochromini, endemico del Lago Malawi. Questo genere contiene noti ciclidi pedofagi, specializzati nel mangiare le uova e gli avannotti di altre specie di ciclidi.

## Specie
Vi sono attualmente due specie riconosciute in questo genere:
- Caprichromis liemi (McKaye & Mackenzie, 1982)
- Caprichromis orthognathus (Trewavas, 1935)